# Zorro
Zorro ("volpe" in lingua spagnola) è un personaggio immaginario creato nel 1919 da Johnston McCulley.
È tipicamente ritratto come un affascinante vigilante mascherato che difende la gente comune e le popolazioni indigene contro funzionari corrotti e tirannici e altri cattivi nel Pueblo de Los Ángeles — il centro abitato fondato dagli spagnoli nel 1781 che nel XX secolo diverrà la metropoli di Los Angeles — ai tempi della California spagnola (1769-1821). Il suo caratteristico costume nero include un mantello, un cappello noto come sombrero cordobés e una maschera che gli copre la metà superiore del viso.
Sotto la maschera di Zorro si cela Don Diego de la Vega (in origine Don Diego Vega), un aristocratico californiano originario di Los Angeles che è l'unico figlio di Don Alejandro de la Vega, il più ricco proprietario terriero in California, mentre la madre di Diego è morta. Nella maggior parte delle versioni, Diego ha imparato l'arte della spada mentre era all'università in Spagna e ha creato il suo alter ego mascherato dopo essere stato inaspettatamente convocato a casa da suo padre perché la California era caduta nelle mani di un dittatore oppressivo. Di solito viene mostrato Diego che vive con suo padre in un'enorme hacienda, che contiene alcuni passaggi segreti, che conducono a una grotta segreta che funge da quartier generale per le operazioni di Zorro e come nascondiglio di Tornado, il suo fidato destriero. Per sviare i sospetti sulla sua identità, Diego nasconde le sue capacità di combattimento fingendo anche di essere un codardo, un damerino o un giovane amante dei libri e avverso al rischio, a cui importa poco o nulla di ciò che è estraneo ai suoi affari, anche se questo è solo uno dei suoi stratagemmi di copertura.
Nelle storie, Zorro ha un'alta taglia sulla testa, ma è abbastanza astuto da non farsi catturare dalle autorità, che si diverte a umiliare pubblicamente. Per questo motivo, i cittadini iniziarono a chiamarlo "El Zorro" ("la volpe") a causa della sua astuzia e fascino. Zorro è un atleta ed esperto in varie armi, ma quella che impiega più frequentemente è il suo stocco, che usa spesso per incidere la "Z" iniziale sui suoi nemici sconfitti, e altri oggetti per "firmare la sua opera". È anche un abile cavaliere, e il suo fidato destriero è un cavallo nero chiamato Tornado.
È considerato uno dei primi eroi immaginari della cultura moderna. Essendo uno dei primi esempi di un vendicatore mascherato immaginario con una doppia identità, Zorro ha ispirato la creazione di diversi personaggi simili in riviste pulp e altri media, ed è un precursore dei supereroi dei fumetti statunitensi, con Batman che traccia parallelismi particolarmente stretti con il personaggio.

## Storia editoriale

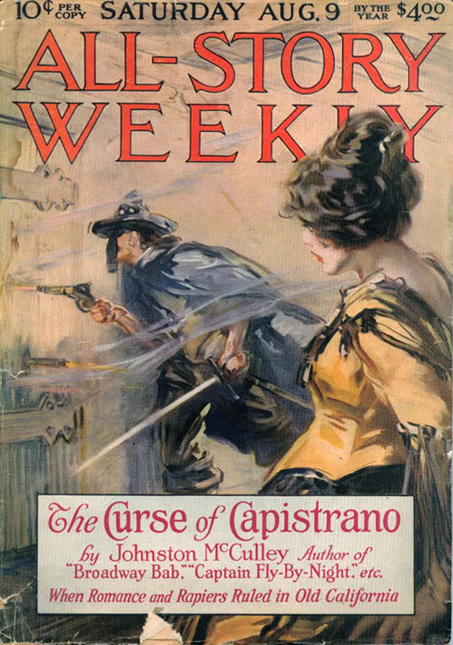
Copertina della rivista All-Story Weekly con La maledizione di Capistrano (The Curse of Capistrano)

Zorro ha fatto il suo debutto nel romanzo del 1919 La maledizione di Capistrano, pubblicato a puntate nella rivista All-Story Weekly dal 6 agosto del 1919 e originariamente inteso come una storia a sé stante. Tuttavia, il successo dell'adattamento cinematografico del 1920 Il segno di Zorro con Douglas Fairbanks, Sr. e Noah Beery Sr., che ha introdotto il popolare costume di Zorro, ha convinto McCulley a scrivere più storie su Zorro per circa quattro decenni; il personaggio è apparso in un totale di 5 storie serializzate e 57 racconti, l'ultimo apparso in stampa postumo nel 1959, l'anno dopo della sua morte. La maledizione di Capistrano alla fine ha venduto più di 50 milioni di copie, diventando uno dei romanzi più venduti di tutti i tempi. Mentre il resto delle storie di Zorro di McCulley non hanno goduto della stessa popolarità, poiché la maggior parte di esse non è mai stata ristampata fino al XXI secolo, il personaggio appare anche in oltre 40 film e in varie serie TV, la più famosa delle quali è la serie TV prodotta dalla Disney del 1957-1959, con Guy Williams. Altri media con Zorro includono storie di altri autori, fumetti, produzioni teatrali e videogiochi.
I principali personaggi che compaiono nelle vicende di Zorro sono Lolita Pulido, una nobildonna che non prova nessun interesse per Diego ma che è attratta da Zorro, il sergente Demetrio López García che è amico di Diego e nemico di Zorro, il servo muto (ma non sordo) Bernardo, il frate Felipe, il padre Don Alejandro De La Vega e un gruppo di nobili chiamati Caballeros.
Dopo il successo del film muto Il segno di Zorro (1920), protagonista Douglas Fairbanks, il romanzo fu riproposto dall'editore Grosset and Dunlap col nuovo titolo di The Mark of Zorro. Fairbanks fu protagonista anche in un seguito, Don X, figlio di Zorro, interpretando il figlio cresciuto di Don Diego, Don César, oltre alla sua parte di Don Diego.
McCulley non aveva idea di quanto successo avrebbe avuto Zorro, così alla fine la vera identità di Zorro venne svelata a tutti e questi divenne presto un personaggio ricorrente in numerose riviste di storie pulp. È stato inoltre protagonista di numerosi film.

## Elementi visivi
Il motivo visivo del personaggio è tipicamente un costume nero con un mantello spagnolo fluente nero, un cappello nero a tesa piatta noto come sombrero cordobés e una maschera di tela di sacco nera che copre la metà superiore della sua faccia. A volte la maschera è un due pezzi, il capo principale è un tessuto tipo benda con fessure per gli occhi, e l'altro capo è una bandana sopra la testa, in modo che sia coperta anche se si toglie il cappello: questa è la maschera indossata nel film Il segno di Zorro (1920) e nella serie televisiva Zorro (1957-1959). Altre volte, la maschera è un pezzo unico che unisce entrambi gli elementi sopra descritti: questa maschera è stata introdotta in Il segno di Zorro (1940) e compare in molte versioni moderne. La maschera di Zorro è stata anche occasionalmente mostrata come una maschera domino arrotondata, che indossava senza indossare anche una bandana. Nella sua prima apparizione, il mantello di Zorro è viola, il suo cappello è genericamente implicito come un "ampio sombrero" e la sua maschera di velo di stoffa nera con fessure per gli occhi gli copre tutto il viso. Altre caratteristiche del costume possono variare.
La sua arma preferita è una spada (più precisamente uno stocco), che usa anche per lasciare spesso il suo segno distintivo, un taglio a Z con tre rapidi colpi, sui suoi nemici sconfitti e altri oggetti per "firmare il suo lavoro". Usa anche altre armi, tra cui una frusta e una pistola.
La volpe non è mai raffigurata come emblema di Zorro; è usato come metafora per l'astuzia del personaggio, come nei testi «Zorro, "la volpe", così astuto e libero…» dal tema della serie televisiva Disney.
La sua posa eroica consiste nell'impennata sul suo cavallo, Tornado, salutando spesso con la mano o alzando in alto la spada. Il logo della società "Zorro Productions, Inc." utilizza un'immagine di Zorro che si impenna sul suo cavallo, con la spada alzata in alto.

## Competenze e abilità
La formazione di Zorro presso l'Università Complutense di Madrid, in Spagna, gli ha conferito una moltitudine di abilità.
Zorro è molto intelligente e può non solo servirsi di una strategia complessa, approntata prima di entrare sul campo di battaglia, ma anche di improvvisare piani nel momento del pericolo e del combattimento. Non usa mai la forza bruta e, anzi, il più delle volte usa l'umorismo e la presa in giro psicologica per irritare i suoi avversari, facendo loro perdere il distacco emotivo e rendendoli troppo desiderosi di vendetta per potersi coordinare nell'azione e in combattimento. Inoltre, usa la sua mente furba e una tecnica ben praticata per sconfiggere un avversario.
Oltre ad avere eccezionali capacità tattiche, è specializzato nell'infiltrazione in strutture o territori nemici pesantemente sorvegliati, spionaggio e ordigni esplosivi improvvisati. La sua abilità di tattico calcolatore e preciso gli ha permesso di usare anche le armi come estensione della sua mano abile. È anche bravo a decifrare numerose lingue, sia parlate che scritte. Zorro padroneggia anche il linguaggio del corpo, i gesti e i simboli, facilitando la comunicazione con la gente del posto indipendentemente dall'etnia o dalla lingua.
Zorro è un agile atleta e acrobata, che usa la frusta come attrezzo ginnico per oscillare tra i tetti della città, ed è molto capace di atterrare da grandi altezze e cadere senza subire danni. Sebbene sia un eccezionale spadaccino e tiratore scelto, ha dimostrato più volte la sua abilità nel combattimento a mani nude contro più avversari. Un'acuta intelligenza e un'acuta capacità di osservazione sono due abilità principali che consentono a Zorro di sorprendere e sconfiggere i nemici. 
La sua destrezza calcolatrice e precisa come tattico ha permesso a Zorro di usare due armi chiave, la spada e la frusta, come estensione della sua mano abile. In alcune versioni, Zorro tiene un pugnale nascosto in uno stivale per le emergenze. In alcune versioni, si è allenato a combattere con il mantello che indossa, che può usare come un tappetino da viaggio, una tenda e uno strumento disarmante. Anche gli stivali di Zorro a volte sono appesantiti.
Zorro è un abile cavaliere e spesso cavalca il suo cavallo Tornado.

## Alleati

### Tornado
Il nome del suo cavallo nero corvino è cambiato nel corso degli anni. In La maledizione di Capistrano era senza nome. Nella serie televisiva della Disney il cavallo prende il nome Tornado, che è stato mantenuto in molti adattamenti successivi. Nella maggior parte delle versioni, Zorro tiene Tornado in una caverna segreta, collegata alla sua hacienda con un sistema di passaggi segreti. Tornado è descritto come un cavallo veloce, forte e intelligente, che può essere evocato con un fischio e in grado di obbedire a comandi verbali e non verbali per portare qualcosa, come le chiavi di una cella, o per svolgere qualche compito. Nella serie televisiva degli anni novanta dimostra persino iniziativa, come liberare o scacciare i cavalli dei soldati.

### Bernardo
Il concetto di McCulley di una banda di uomini che aiutano Zorro è spesso assente da altre versioni del personaggio. Nelle storie di McCulley, Zorro viene aiutato da un sordomuto di nome Bernardo. Nella serie televisiva degli anni cinquanta, Bernardo non è sordo ma finge di esserlo e funge da agente segreto di Zorro. È un aiutante capace e inestimabile per Zorro, e a volte indossa una copia del travestimento per rafforzare la sciarada del suo padrone. La serie televisiva degli anni novanta sostituisce Bernardo con un adolescente di nome Felipe, interpretato da Juan Diego Botto, con una disabilità e una pretesa simili. In Zorro. L'inizio della leggenda di Isabel Allende, Bernardo è il figlio della cameriera nativa dei de la Vega, Ana, che forma un legame con Regina de la Vega, un'ex guerriera nativa che si è convertita, cristianizzata e sposata con Don Alejandro.

## Ipotesi sulla storicità del personaggio

Antonio Banderas come Alejandro Murrieta, il fratello di Joaquin Murrieta e genero di Don Diego de La Vega nel film del 1998

Il personaggio storico più spesso associato con Zorro è Joaquin Murrieta, la cui vita è stata romanzata in un dime novel del 1854 da John Rollin Ridge. Nel film del 1998 La maschera di Zorro, il personaggio fittizio del fratello di Murrieta, Alejandro (interpretato da Antonio Banderas), prende la parte di Zorro. Come un eroe con un'identità segreta che schernisce i suoi nemici con la firma delle sue imprese, Zorro trova un predecessore letterario diretto in Sir Percival Blakeney, eroe della serie letteraria La primula rossa della baronessa Emma Orczy.
Il paleografo e docente universitario italiano Fabio Troncarelli (1999) identificò Zorro in un personaggio realmente vissuto nel Messico del XVII secolo, cioè Guillén Lombardo alias William Lamport, un avventuriero che aveva comportamenti che ricordano quelli di Zorro. Vi sono anche alcuni altri elementi di convergenza tra il personaggio cinematografico e quello seicentesco come ad esempio l'appartenenza alla massoneria e l'anticlericalismo. Sempre secondo Troncarelli, l'appartenenza alla massoneria l'accomuna anche all'autore del personaggio letterario Johnston McCulley e a Walt Disney, a cui somigliava e che realizzò la serie televisiva dedicata a Zorro. Inoltre i simboli di Zorro, dal mantello nero alla Z, sarebbero simboli legati alla Massoneria.
La sua vita ha ispirato il romanzo Memorias de un impostor, don Guillén de Lampart, rey de México (1872) di Vicente Riva Palacio.

## Zorro al cinema
Dalla sua prima apparizione nel 1919 in La maledizione di Capistrano, Zorro è stato uno dei personaggi più soggetto a riproposizioni in infinite opere sia al cinema, sia in televisione. Il primo film con protagonista il giustiziere mascherato arrivò nel 1920, Il segno di Zorro con Douglas Fairbanks. Fu un successo grandissimo, e Fairbanks rivesti nuovamente i panni di Don Diego de la Vega in Don X, figlio di Zorro (da notare che allora il culto dei sequel non era ancora sviluppato nell'ambiente cinematografico, anzi esso venne realizzato appositamente in conseguenza dell'enorme successo de Il segno di Zorro).
A partire dagli anni '30 innumerevoli opere cominciarono a sfruttare il personaggio di Zorro. Tra i tanti vanno ricordati Il segno di Zorro (1940) con Tyrone Power, oltre a diversi serial prodotti dalla Republic Pictures. Uno degli adattamenti più noti fu la serie televisiva prodotta dalla Disney nel 1957 con Guy Williams nei panni di Zorro, andata in onda per due stagioni fino al 1959 e ancora oggi uno dei lavori più apprezzati sul celebre eroe.
Anche in Italia il mito di Zorro ebbe vasta risonanza, tanto che tra gli anni '60 e '70 furono prodotti svariati film parodia sulla sua figura, e fu proprio l'Italia a sfruttarne maggiormente il filone in quegli anni mentre gli USA, dopo la fine della serie Disney, non produssero più alcun titolo sul personaggio per svariati anni (a parte un piccolo film per la TV con Frank Langella nel 1974). Fu Duccio Tessari a dirigere la trasposizione più nota, ovvero Zorro con Alain Delon protagonista, campione d'incassi in Italia e in Europa, ma anche un grande successo in Cina, dove fu uno dei primi film occidentali ad essere trasmesso dopo la Grande rivoluzione culturale del 1978. L'audience fu di 70 milioni di spettatori. 
Nel film, Diego Vega è un misterioso spadaccino mercenario che assume la doppia identità del governatore Miguel de la Serna e dell'eroe mascherato Zorro, agendo nella regione immaginaria di Nuova Aragona.
Vanno ricordate poi le serie a cartoni animati Le nuove avventure di Zorro e La leggenda di Zorro, mentre nei primi anni '90 gli USA produssero Zorro, una nuova serie TV originale con Duncan Regehr nei panni di Zorro. Nel 1998, dopo quasi 60 anni dall'ultima trasposizione cinematografica hollywoodiana, uscì La maschera di Zorro prodotto da Martin Campbell e con Anthony Hopkins e Antonio Banderas protagonisti, in una trama completamente nuova. Il successo del film ha portato alla realizzazione di un sequel nel 2005 The Legend of Zorro, a tutt'oggi ultima opera cinematografica sul personaggio.
Nel 2016 è stata creata una nuova serie TV d'animazione, Zorro - La leggenda di produzione francese.

## Influenza culturale
Questo archetipo del giustiziere mascherato può anche essere considerato uno dei primi precursori del supereroe dei comic book americani (Batman su tutti), essendo una persona indipendente e valorosa con un'identità segreta che difende indossando una maschera e che fa del bene per la gente comune servendosi delle sue superiori abilità di combattente. Ha persino un animale simbolo, sebbene chi non parli spagnolo non se ne renda conto, dal momento che il suo nome è la traduzione spagnola di volpe, anche se non è mai stato raffigurato come un emblema.
In sostanza, Zorro si è sempre prestato ad essere riadattato per libri di fumetti e strisce a fumetti. Il personaggio più noto ad essere stato evidentemente influenzato da Zorro è Batman, ideato da Bob Kane negli anni trenta: nella trama originale di Batman, Bruce Wayne viene ispirato da Zorro, i cui suoi genitori furono uccisi una sera dopo avere visto The Mark of Zorro; come Zorro teneva il suo cavallo nell'interrato della sua casa, così fa Batman con la sua Batmobile nella Batcaverna sotto la sua villa.
Isabel Allende Llona ha fornito la sua versione della leggenda nella biografia fittizia Zorro. L'inizio della leggenda (2005).
Numerosissimi i personaggi che si ispirano o fanno la parodia di Zorro; tra questi, anche il Gatto con gli stivali nella serie di film d'animazione Shrek, con stivali neri e cappello con piuma, una sciabola e accento spagnolo. Inoltre, nel film Shrek 2 ha inciso con la spada una P che sta per "Puss" (il suo nome inglese), parodiando la Z di Zorro. In Shrek 2, Shrek terzo e Il gatto con gli stivali (spin-off con lui protagonista), nelle versioni originali in inglese e in quella in italiano, il Gatto con gli stivali è doppiato proprio da Antonio Banderas, l'attore che interpreta Zorro in La maschera di Zorro e The Legend of Zorro.
Il video Discomusic, video musicale dell'omonima canzone di Elio e le Storie Tese tratta dall'album Craccraccriccrecr del 1999, mostra i componenti del gruppo vestiti come Zorro.
La serie TV del 2001 La regina di spade narra le avventure di un'eroina mascherata simile a Zorro.
Il personaggio di Roronoa Zoro del celebre manga One Piece è ispirato a Zorro. Infatti, oltre al nome simile, entrambi sono abili spadaccini.
Zigomar, giustiziere mascherato e abile spadaccino, è un personaggio fittizio anch'esso ispirato a Zorro e divenuto noto nel cinema filippino durante gli anni sessanta del XX secolo.

## Adattamenti

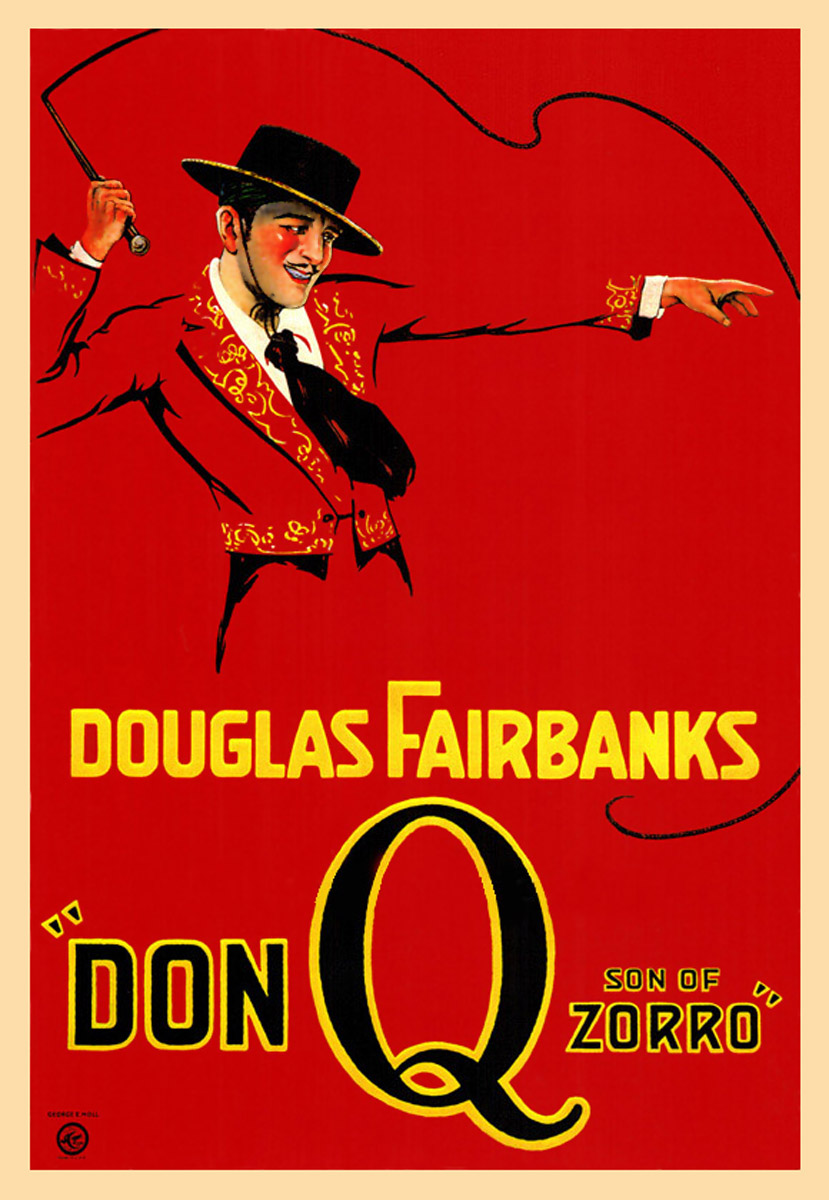
Locandina statunitense del film Don X, figlio di Zorro (1925)

I più noti interpreti di Zorro furono prima Douglas Fairbanks al cinema e soprattutto Guy Williams nella serie televisiva degli anni cinquanta.

### Film
- Il segno di Zorro (The Mark of Zorro, 1920) di Fred Niblo e con Douglas Fairbanks.
- Don X, figlio di Zorro (Don Q Son of Zorro) (1925) di Donald Crisp, sequel del film del 1920, sempre con Douglas Fairbanks
- The Bold Caballero (1936), con Robert Livingstone
- La maschera di Zorro (Zorro Rides Again), primo serial cinematografico della Republic Pictures del 1937
- Zorro (Zorro's Fighting Legion), secondo serial della Republic Pictures del 1939
- Il segno di Zorro (The Mark of Zorro, 1940), con Tyrone Power
- La frusta nera di Zorro (Zorro's Black Whip), terzo serial della Republic Pictures del 1944
- Son of Zorro, quarto serial della Republic Pictures del 1947
- El Nieto del Zorro (1948), film messicano, diretto da Jaime Salvador, con Adalberto Martínez
- Il doppio segno di Zorro (Ghost of Zorro), quinto e ultimo serial della Republic Pictures del 1949
- Il sogno di Zorro (1952) con Walter Chiari (film parodia)
- La sfida di Zorro (The Sign of Zorro, 1958), con Guy Williams. Film Disney di 91 minuti, condensato di alcuni episodi della serie TV Zorro del 1957-59
- La rivincita di Zorro (Zorro the Avenger, 1959), con Guy Williams. Film Disney di 93 minuti, condensato di alcuni episodi della serie TV Zorro del 1957-59
- L'ombra di Zorro (1962)
- Zorro alla corte di Spagna (1962)
- Zorro e i tre moschettieri (1963) di Luigi Capuano
- Il segno di Zorro (1963) di Mario Caiano
- Zorro contro Maciste (1963) di Umberto Lenzi
- Le tre spade di Zorro (1963)
- Il giuramento di Zorro (1965)
- Zorro il ribelle (1966) di Piero Pierotti
- El Zorro (1968)
- I nipoti di Zorro (1968) di Marcello Ciorciolini
- Zorro alla corte d'Inghilterra (1969)
- Zorro il dominatore (1969)
- Zorro marchese di Navarra (1969)
- Zorro, il cavaliere della vendetta (1971)
- Zorro, la maschera della vendetta (1971)
- E continuavano a chiamarlo figlio di... (El Zorro justiciero, 1969) di Rafael Romero Marchent
- Le galanti avventure di Zorro (Les aventures galantes de Zorro) (1972)
- Il figlio di Zorro (1973)
- The Mark of Zorro (1974), film TV con Frank Langella
- Zorro (1975) di Duccio Tessari, con Alain Delon
- Il sogno di Zorro (1975), con Franco Franchi (film parodia)
- Ah sì?... E io lo dico a Zzzorro! (1975), con George Hilton (film parodia)
- Zorro mezzo e mezzo (Zorro, the Gay Blade, 1981) (film parodia)
- La maschera di Zorro (The Mask of Zorro, 1998) di Martin Campbell, con Anthony Hopkins e Antonio Banderas.
- The Legend of Zorro (2005) di Martin Campbell, con Antonio Banderas.

Dei serial cinematografici degli anni trenta-quaranta compresi nell'elenco nel 1959 venne distribuita nelle sale cinematografiche statunitensi una versione condensata, con durate di poco superiori all'ora. I film vennero così trasmessi in televisione in Italia, ove quindi furono visti per la prima volta.

### Televisione
- Zorro, una serie televisiva Disney in onda dal 1957 al 1959 negli Stati Uniti e dal 1966 in poi in Italia, dove inizialmente era stata trasmessa con il titolo La spada di Zorro, protagonista Guy Williams nei panni di Don Diego de la Vega / Zorro. La serie nasce in bianco e nero e viene colorizzata e ridoppiata negli anni novanta.
- Le nuove avventure di Zorro (The New Adventures of Zorro), serie a cartoni animati del 1981 della Filmation.
- Zorro and Son, serie televisiva del 1983 seguito della serie del 1957 di soli cinque episodi a causa fallimento.
- Zorro, una serie televisiva in onda dal 1990 al 1993, protagonista Duncan Regehr nei panni di Don Diego de la Vega/Zorro.
- La leggenda di Zorro (Kaiketsu Zoro), serie a cartoni animati del 1994 nata da una coproduzione italo-svizzera-giapponese (Mondo TV - Royal Pictures Company - Toho).
- Evviva Zorro (The New Adventures of Zorro) serie a disegni animati del 1997.
- The Amazing Zorro, film d'animazione televisivo del 2002, creato da DIC Entertainment.
- Zorro: Generation Z, serie televisiva a cartoni animati del 2006 che vede nei panni di Zorro un discendente di Diego de la Vega e suo omonimo.
- Zorro, la espada y la rosa, è una telenovela colombiana del 2007 con Christian Meier nei panni di Don Diego de la Vega/Zorro, è inedita in Italia.
- Zorro - La leggenda serie televisiva a cartoni animati del 2015 (Zorro - The Chronicles).
- Amore e vendetta - Zorro (Zorro), serie televisiva spagnola del 2024 con protagonista Miguel Bernardeau, composta da dieci episodi.
- Zorro, serie televisiva francese del 2024 con Jean Dujardin nei panni di Don Diego de la Vega/Zorro, composta da otto episodi.

### Teatro
- W Zorro - Il musical (2012), di Stefano D'Orazio.

## Fumetti
Zorro è stato protagonista di diverse trasposizioni fumettistiche.
Tra le versioni più famose vi sono quella di Alex Toth pubblicata dalla Disney negli anni cinquanta e quella italiana realizzata da Guido Buzzelli. Negli anni novanta la Marvel Comics ha pubblicato una serie durata 12 numeri e nel 1993 la Topps Comics ha lanciato una nuova serie scritta dall'esperto sceneggiatore Don McGregor, in cui veniva lanciata anche la bad girl Lady Rawhide (destinata ad una breve ma brillante carriera con una testata tutta sua). In uno special, Zorro deve anche fare i conti con Dracula il Vampiro in un team up scritto sempre da McGregor.
Nel 1968 il fumettista italiano Benito Jacovitti ha dato origine ad una gustosa parodia di Zorro che ha come protagonista Zorry Kid, alter ego dello sfaccendato Kid Paloma. Il ciclo dei fumetti di Zorry Kid si è concluso nel 1973.

## Videogiochi
Nel 1985 la Datasoft ha creato il videogioco Zorro per Commodore 64, che alterna elementi del genere platform e del genere rompicapo. Nel 2001 la cryo-interactive ha creato il gioco L'Ombra di Zorro, un'avventura di cappa e spada per PlayStation 2 e PC dove, in un'ambientazione 3D in tempo reale, Zorro deve combattere, evitare o neutralizzare i suoi nemici, e nel frattempo scavare nel suo passato alla ricerca delle sue origini.
Nel 2015 uscì il videgioco a tema Steampunk Code Name: S.T.E.A.M. dove vari personaggi della letteratura del 900 combattono un'invasione aliena. Tra i vari personaggi giocabili è presente "La Volpe" una cecchina basata sul personaggio di Zorro.